# Újvári Zoltán
Újvári Zoltán (Budapest, 1955. július 17. –) Jászai Mari-díjas magyar színész.

## Élete
1977–1981 között a Színház- és Filmművészeti Főiskola hallgatója volt, Kazimir Károly osztályában. 1981–1982-ben a nyíregyházi Móricz Zsigmond Színház, 1982–1992 között a Pécsi Nemzeti Színház, 1992–2002 között a Budapesti Kamaraszínház, 2002–2016 között a Nemzeti Színház tagja volt. 2016-tól a József Attila Színházban szerepel.

## Fontosabb színházi szerepei
- Vörösmarty Mihály: Csongor És Tünde (Szereplő) – 2015/2016
- Csiky Gergely: Ingyenélők (Mákony Bálint, Tulipán) – 2014/2015
- Petőfi Sándor: A Helység Kalapácsa (Bagarja) – 2014/2015
- William Shakespeare: Ahogy Tetszik (Frigyes Herceg, Az Elűzött Herceg Öccse, Trónjának Bitorlója, Elűzött Herceg, Emigrációban Az Ardeni-Erdőben) – 2013/2014
- Tamási Áron: Vitéz Lélek (Büllents) – 2013/2014
- Ménes Attila: Kalambó (Kertész, 60 Körüli) – 2012/2013
- Zalán Tibor: A Fáklya Kialszik (Hennyei, Lovashadnagy) – 2012/2013
- Molière: A Fösvény (Anselme, Valère És Mariane Apja) – 2012/2013
- Székely János: Mórok (Titkár, Jimenez Állami Helyettese) – 2011/2012
- Bródy Sándor: A Tanítónő (Gyógyszerész) – 2011/2012
- Sütő András: Egy Lócsiszár Virágvasárnapja (Mann) – 2011/2012
- Szomory Dezső: Takáts Alice (Takáts Zuárd) – 2010/2011
- Fejes Endre – Presser Gábor: Jó Estét Nyár, Jó Estét Szerelem! (Orvos, Gellérthegyi Férfi, Vendég) – 2010/2011
- Térey János: Jeremiás Avagy Isten Hidege (Széll Jenő, Jeremiás Volt Osztálytársa) – 2010/2011
- Harold Pinter: Születésnap (Goldberg ) – 2010/2011
- William Shakespeare: Lear Király (Szereplő) – 2009/2010
- Móricz Zsigmond: Úri Muri (Borbély Zsiga, Patikus) – 2009/2010
- Lázár Ervin: Berzsián És Dideki (Sróf Mester) – 2009/2010
- Kacsóh Pongrác – Bakonyi Károly – Heltai Jenő: János Vitéz Ii. (A Falu Csősze, Bartoló) – 2008/2009
- Kacsóh Pongrác – Bakonyi Károly – Heltai Jenő: János Vitéz I. (A Falu Csősze, Bartoló) – 2008/2009
- Harold Pinter: Árulás (Robert) – 2008/2009
- Sopsits Árpád: Fekete Angyal (Orvos, Apa Ii., Apa I.) – 2008/2009
- Spiró György: Szilveszter (Dr. Ordal) – 2007/2008
- Horváth Péter: Blikk (Kamionos) – 2007/2008
- Szomory Dezső: Hermelin (Kürthy Kökény ) – 2006/2007
- William Shakespeare: Lear Király (Frankföld Királya) – 2006/2007
- Sánta Ferenc: Az Ötödik Pecsét (Király, Könyvügynök) – 2006/2007
- Gerhart Hauptmann: A Bunda (Motes) – 2005/2006
- Don Pedro Calderón De La Barca: Az Élet Álom (2. Katona) – 2005/2006
- Mihail Bulgakov: A Mester És Margarita (Bengalszkij) – 2004/2005
- William Shakespeare: Iii. Richárd (Ll. Gyilkos ) – 2004/2005
- Háy János: A Senák (Szódás Karesz, Kocsmáros) – 2003/2004
- Csiky Gergely: Buborékok (Chupor Aladár) – 2003/2004
- Weöres Sándor: Holdbeli Csónakos (Memnon, Szerecsen Fejedelem) – 2003/2004
- Parti Nagy Lajos – Jevgenyij Svarc: A Sárkány (Drakon, A Sárkány) – 2002/2003
- Bartis Attila: Anyám, Kleopátra (Orvos) – 2002/2003
- Henrik Ibsen: Peer Gynt (Bíró, Mads Moen Apja, Monsieur Ballon) – 2002/2003
- Trevor Griffiths: Komédiások (Sammy Samuels) – 2001/2002
- Eugene O'neill: Párbajhős (Nicholas Gadsby) – 2001/2002
- William Shakespeare: Macbeth (Duncan, Skót Király) – 2001/2002
- Eric-Emmanuel Schmitt: Frederick (Harel) – 2001/2002
- S. Nagy István – Wolf Péter – Csongrádi Kata: A Vasárnapi Asszony (Kovács Ii. Őrmester) – 2000/2001
- Gyurkovics Tibor: Kreutzer Szonáta (Színész) – 1999/2000
- David Storey: Anyánk Napja (Johnson ) – 1999/2000
- Spiró György: Honderű (Vancsura ) – 1999/2000
- Joe Orton: Amit A Lakáj Látott (Dr. Prentice) – 1996/1997

## Film- és tévés szerepei
- A tanár (2020)
- Veszettek (2015)
- Fasírt (magyar kisjátékffilm, 2013)
- Társas játék (2011)
- Utolsó idők  (magyar filmdráma, 2009)
- Mansfeld (2006)
- Magyar vándor (2004)
- A Szórád-ház (1997)
- Öregberény (magyar tévéfilm sorozat, 1993)
- Família Kft. (1993)
- Frici, a vállalkozó szellem (magyar vígjáték sorozat, 1993)
- Pénzt, de sokat!  (magyar tévéfilm, 1991)
- Trombi és a Tűzmanó (1990)
- Emlékpróba (TV film)

## Díjai, elismerései
- Janus Pannonius Művészeti díj (1990)
- Jászai Mari-díj (1990)
- Országos Színházi Találkozó díja (1993)
- Kaló Flórián-díj (2024)[4]